# Pierre Brunet (roddare)
Pierre André Brunet, född 27 februari 1908 i Lyon, död 12 maj 1979 i Lyon, var en fransk roddare.
Brunet blev olympisk bronsmedaljör i tvåa med styrman vid sommarspelen 1932 i Los Angeles.